# Chiemsee (xã)
Chiemsee là một xã ở huyện Rosenheim bang Bayern, Đức.
Chiemsee có dân số ít nhất và sau Buckenhof xã nhỏ thứ hai tại Bayern. Trên 2,57 km² sống khoảng 245 người. Xã này thuộc khu vực hành chánh Breitbrunn.

## Địa lý
Xã này gồm 3 đảo lớn tại hồ Chiemsee: Herrenchiemsee, Frauenchiemsee (Nơi đa số dân chúng ở) và đảo không người ở Krautinsel. Hồ Chiemsee cùng với đảo nhỏ xíu Schalch nằm gần Frauenchiemsee tuy nhiên không thuộc vào xã, mà là một vùng không thuộc làng nào, là vùng của huyện Traunstein.

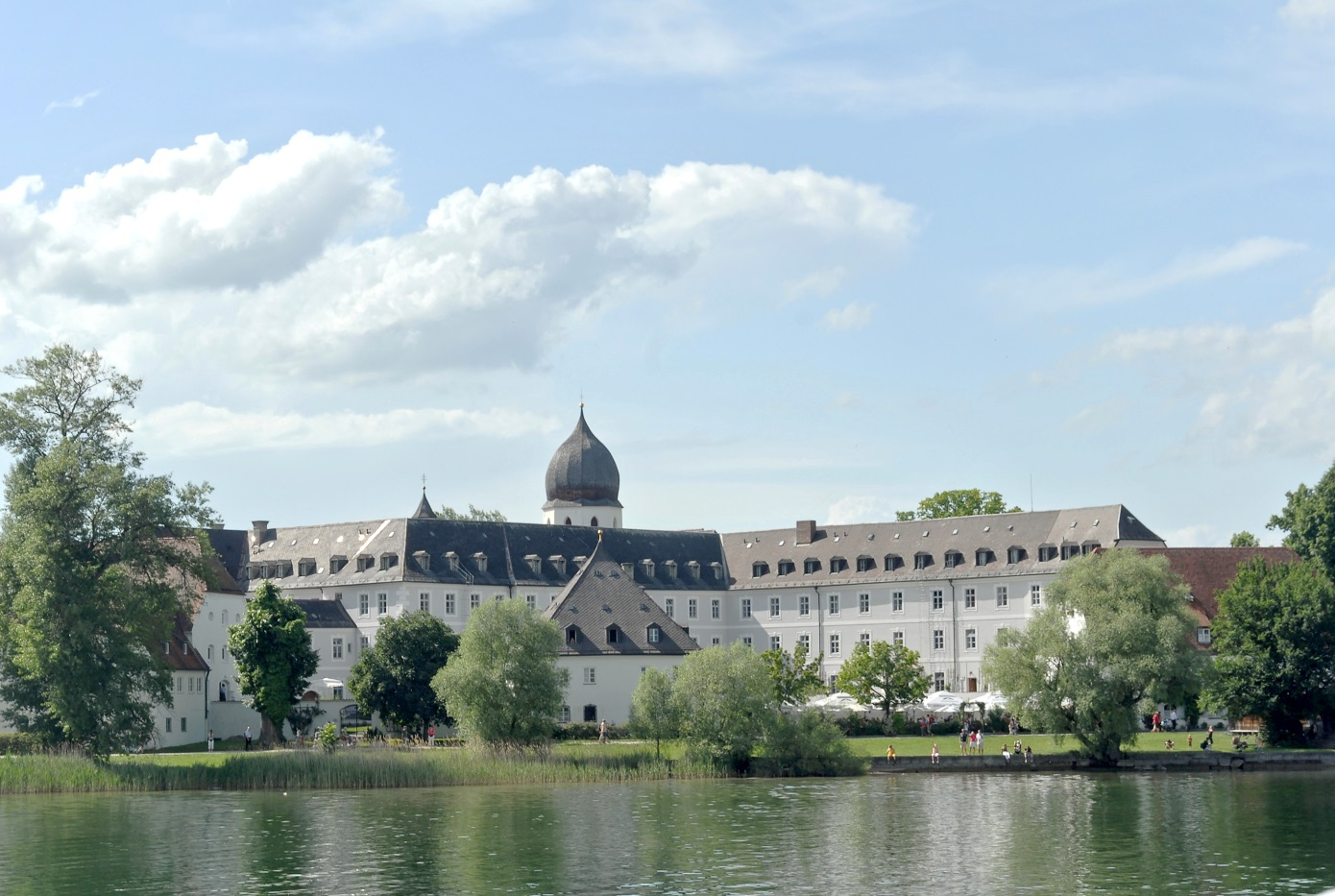
Tu viện Frauenchiemsee

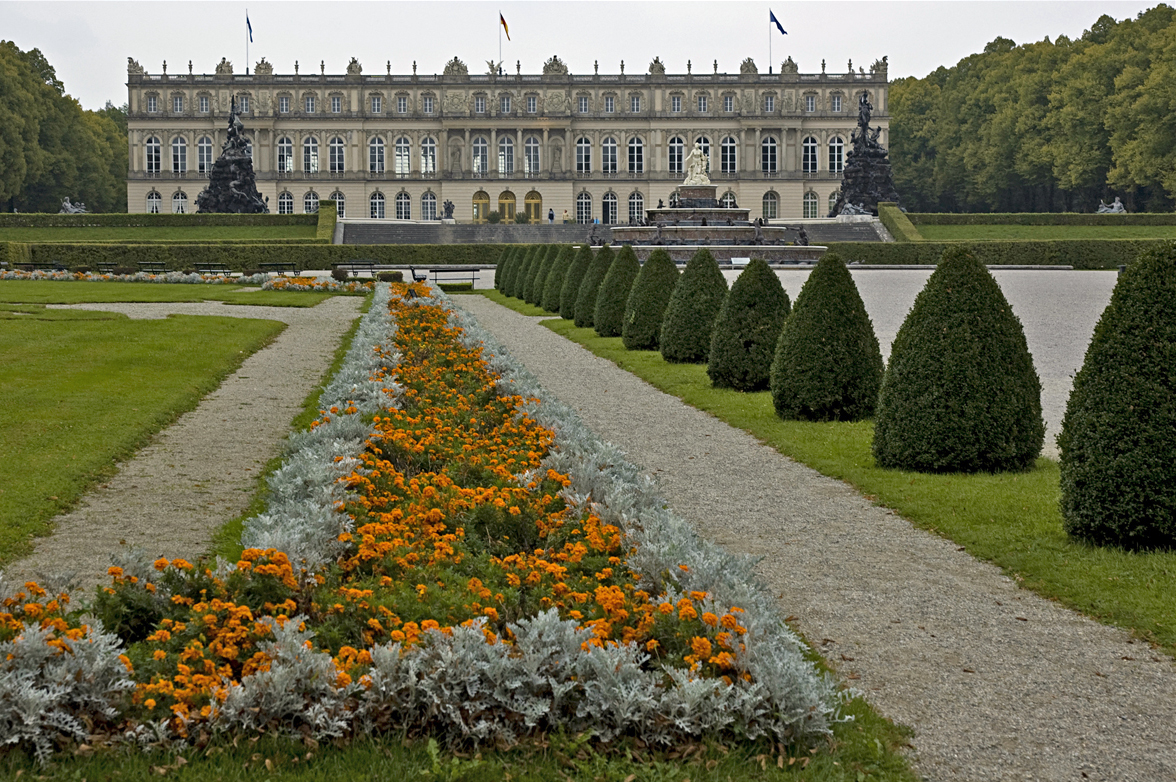
Lâu đài Herrenchiemsee